# Jász-Nagykun-Szolnok vármegye története
Jász-Nagykun-Szolnok vármegye (németül: Komitat Jaß-Großkumanien-Sollnock, latinul: Comitatus Jazyga et Cumania Maior et Szolnokiensis) közigazgatási egység volt 1876 és 1950 között a Magyar Királyság alföldi részében. A mai Jász-Nagykun-Szolnok vármegye területe nagyrészt megegyezik vele.  Központja szintén Szolnok volt.

## Földrajz
Jász-Nagykun-Szolnok megye teljes területe az Alföld része volt.. A vármegye területe mindenhol síkság, északról dél fele lassan mélyült el. A tengerszint fölötti magasság mindenhol 87-120 méter között változott. Fontos folyói a Tisza, a Zagyva, a Tarna, a Körös, a Berettyó voltak. A vármegye éghajlati szempontból igen száraz, forró nyarak is enyhe telek voltak.
Északról Heves vármegye, keletről Hajdú, Bihar és Békés vármegyék, délről Békés és Csongrád vármegyék, nyugatról pedig Pest-Pilis-Solt-Kiskun vármegye határolta.

## Történelem
Jász-Nagykun-Szolnok vármegye 1876-ban alakult meg a Hármas kerület két alkotórészének, a Jászságnak és a Nagykunságnak, illetve az addig Heves és Külső-Szolnok vármegye déli felét alkotó egykori Külső-Szolnok vármegyének az összevonásával. A trianoni békeszerződés nem érintette a vármegye területét. Az 1950-es megyerendezés során a megye területe kis mértékben módosult: a Tiszától bal partján fekvő, addig Heveshez tartozó Tiszafüred és környéke Jász-Nagykun-Szolnok megye része lett és néhány község kölcsönös átcsatolásával kiigazították Békés megyével közös határát.

## Lakosság
A vármegye lakossága a 19. század vége felé ugrásszerűen kezdett nőni:
- 1870-ben 258 553 lakosa
- 1881-ben  278 443 lakosa
- 1891-ben 318 475 lakosa
- 1896-ban 318 553 lakosa volt

Nemzetiségi szempontból 1896-ban:
- 315 387 (99%) magyar
- 1567 (0,5%) német
- 977 (0,3%) szlovák
- 622 (0,2%) egyéb

## Közigazgatás

### Járási beosztás
Jász-Nagykun-Szolnok vármegye a megalakulásától 1923-ig öt, azután hat járásra oszlott. 1886-tól volt a járásoknak a vármegye által kijelölt állandó székhelye, addig a főszolgabíró mindenkori lakhelye számított a székhelynek.
A megye járásai az alábbiak voltak (zárójelben 1886 utáni állandó székhelyeik).
1. Jászsági alsó járás (Jászapáti)
2. Jászsági felső járás (Jászberény)
3. Tiszai alsó járás (Tiszaföldvár)
4. Tiszai felső járás (Kenderes, majd 1895-től Kunhegyes)
5. Tiszai közép járás, (Tiszaroff, majd 1908-tól Törökszentmiklós)
6. Központi járás (1923-tól, székhelye Szolnok)

Meg kell jegyezni, hogy az 1890-es évekig a járások elnevezésének többféle változatával is lehetett találkozni, mint Alsó jászsági járás vagy Alsó-jászsági járás.

### Városai
A vármegyében megalakulásakor kilenc rendezett tanácsú város volt. Közülük azonban 1886 és 1895 között három lemondott a többletterhekkel járó rangról, így 1895-től a megyében csak hat város volt. Jász-Nagykun-Szolnok azonban így is egyike volt a legtöbb várossal rendelkező vármegyéknek.
1. Jászberény
2. Karcag
3. Kisújszállás
4. Mezőtúr
5. Szolnok
6. Túrkeve
7. Jászárokszállás (1886-ig)
8. Kunhegyes (1893-ig)
9. Kunszentmárton (1895-ig)

### A vármegye főispánjai
A vármegyét 1876-ban szervezték, a király 1876. június 19-én szentesítette az ezt kimondó törvényt, s augusztus 8-án nevezték ki az első főispánt. 1950-ben a tanácsrendszer bevezetésekor a főispáni tisztség megszűnt, feladatkörét a megyei tanácsok végrehajtó bizottságának elnökei vették át (megyei tanácselnök).